# Christian Groß
Christian Groß (ur. 8 lutego 1989 w Bremie) – niemiecki piłkarz występujący na pozycji pomocnika w niemieckim klubie Werder Brema. Wychowanek VfL Osnabrück, w trakcie swojej kariery grał także w takich zespołach, jak Hamburger SV II, Babelsberg 03 oraz Sportfreunde Lotte. Młodzieżowy reprezentant Niemiec.